# Amismizia puppa
Amismizia puppa är en insektsart som beskrevs av Bolívar, I. 1914. Amismizia puppa ingår i släktet Amismizia och familjen gräshoppor. Inga underarter finns listade i Catalogue of Life.